# Persoonia quinquenervis
Persoonia quinquenervis (лат.) — кустарник, вид рода Персоония (Persoonia) семейства Протейные (Proteaceae), эндемик юго-запада Западной Австралии. Прямостоячий или раскидистый куст с опушёнными молодыми веточками, закрученными линейными, лопаточными, узкими продолговатыми или узкими лопаткообразными листьями и ярко-жёлтыми цветками, растущими группами до десяти на цветоносе.

## Ботаническое описание
Persoonia quinquenervis — прямостоячий или раскидистый кустарник высотой 0,2—2,5 м с гладкой корой, иногда шершавой и шелушащейся у основания, и молодыми веточками, покрытыми сероватыми или белёсыми волосками в течение первых 1—2 лет. Листья линейные, копьевидные, узкие продолговатые или узкие, скрученные у основания, 20—75 мм в длину и 0,8—10 мм в ширину, обычно с продольными гребнями на обеих поверхностях. Цветки расположены группами до десяти вдоль цветоносного побега длиной до 60 мм, который продолжает расти после цветения, каждый цветок на цветоножке 4—17 мм длиной с листом или чешуйчатый лист у основания. Листочки околоцветника ярко-жёлтые, 7,5—15 мм в длину. Цветение в основном происходит с ноября по декабрь. Плод — гладкая овальная костянка 8—12 мм в длину и 4—6 мм в ширину.

## Таксономия
Впервые вид был официально описан в 1842 году Уильямом Джексоном Гукером в его Icones Plantarum из образцов, собранных в колонии Суон-Ривер Джеймсом Драммондом.

## Распространение и местообитание
P. quinquenervis растёт в редколесье, зарослях, лесах в районе между Лэтемом, заповедником Боягин Рок, Тарин Рок, национальным парком Фрэнк-Ханном и Йеллоудайном в биогеографических регионах Эйвон-Уитбелт и Кулгарди, равнины Эсперанс, песчаные равнины Джеральдтона, Джаррах Форест, Малли и побережье Суон на юго-западе Западной Австралии.

## Охранный статус
Вид Persoonia quinquenervis классифицируется Департаментом парков и дикой природы Западной Австралии как «не находящееся под угрозой исчезновения».